# Medfödd okänslighet för smärta
Medfödd okänslighet för smärta (engelska congenital insensitivity to pain (CIP)) är en sällsynt, medfödd neurologisk funktionsnedsättning som innebär att den drabbade saknar förmåga att känna fysisk smärta. 
Andra former av känsel, såsom beröring, tryck, kyla och värme, kan dock fungera normalt. Personer med funktionsnedsättningen skadar sig ofta allvarligt, eftersom de inte får de tecken på vad som är skadligt som smärta ger. Många av de drabbade dör i ung ålder p.g.a. obehandlade skador, varav brännskador är vanliga.
CIPA (congenital isensitivity to pain with anhidrosis) är en variant där oförmågan att uppleva smärta uppträder i kombination med oförmåga att svettas.